# Godall
Godall ist eine Gemeinde (Municipio) mit 612 Einwohnern (Stand: 2024) im Südosten Kataloniens in Spanien. Die Gemeinde gehört zur Comarca Montsià. Im Gemeindegebiet liegt die Wüstung Merades.

## Lage
Godall liegt etwa 85 Kilometer südwestlich von Tarragona in einer Höhe von ca. 170 m.

## Bevölkerungsentwicklung
| Jahr      | 1970 | 1981 | 1991 | 2001 | 2011 | 2021 |
| Einwohner | 940  | 824  | 763  | 725  | 822  | 614  |

## Sehenswürdigkeiten
- Salvatorkirche aus dem 16./17. Jahrhundert